# Центр науки Коперник (станція метро)
52°14′24″ пн. ш. 21°01′53″ сх. д. / 52.24000° пн. ш. 21.03139° сх. д.
Центр науки Коперник (пол. Centrum Nauki Kopernik) — станція Другої лінії Варшавського метро, відкрита 8 березня 2015. Розміщена в районі Середмістя, на розі вулиць Тамка (Tamka) й Набережна Костюшки (Wybrzeże Kościuszkowskie w Warszawie) під тунелем Віслостради біля Свентокшиського мосту й Віслянських бульварів.
Колонна трипрогінна станція глибокого закладення (глибина закладення — 19 м), з острівною платформою 11 м завширшки і 120 м завдовжки. Об'єм станції — 75 368 м³, площа — 8673 м². Оздоблення різнокольорове: підлога, стеля та колони — сірі, лави та колійні стіни — сині. У центрі платформи розміщені лави. Станція має найдовший тристрічковий ескалатор в Польщізавдовжки 36 м На станції встановлене тактильне покриття.
Спроєктована польським архітектором Анджеєм М. Холдзинським і компанією Metroprojekt. Розписи колійної стіни були створені Войцехом Фангором, художником польської школи плакату.

## Галерея

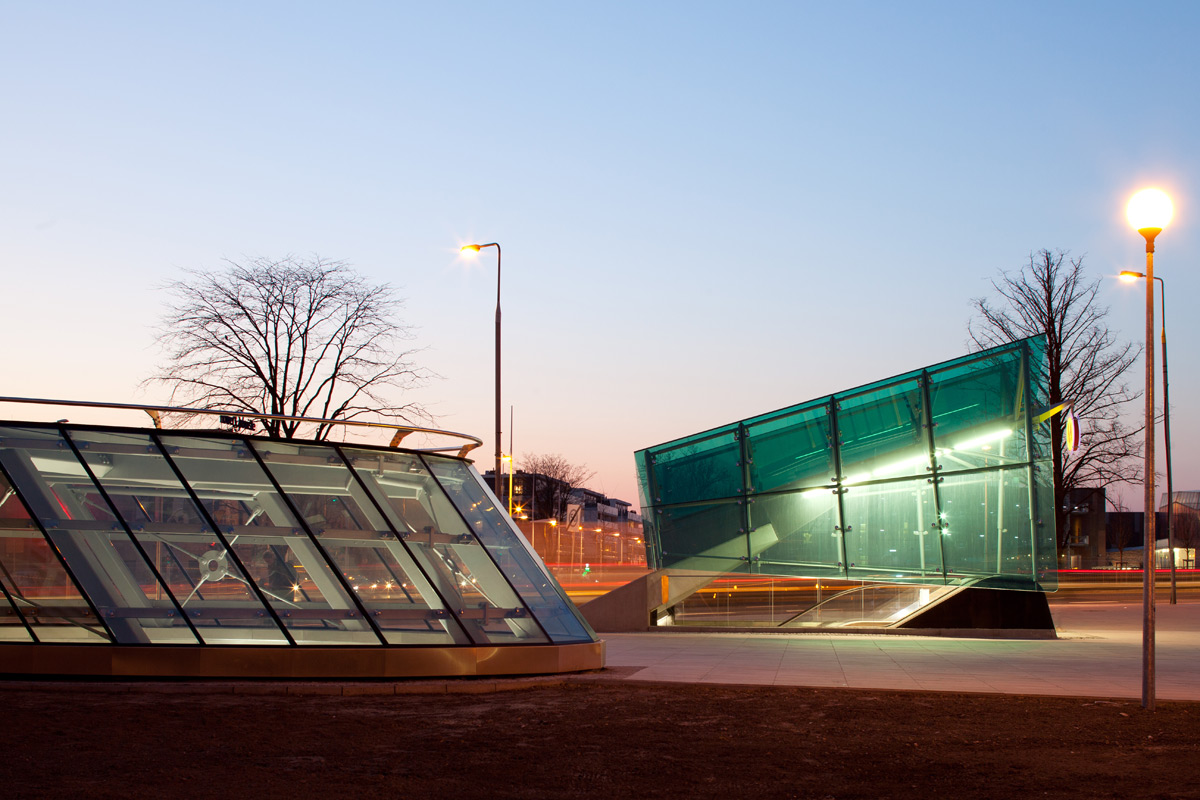
Вхід
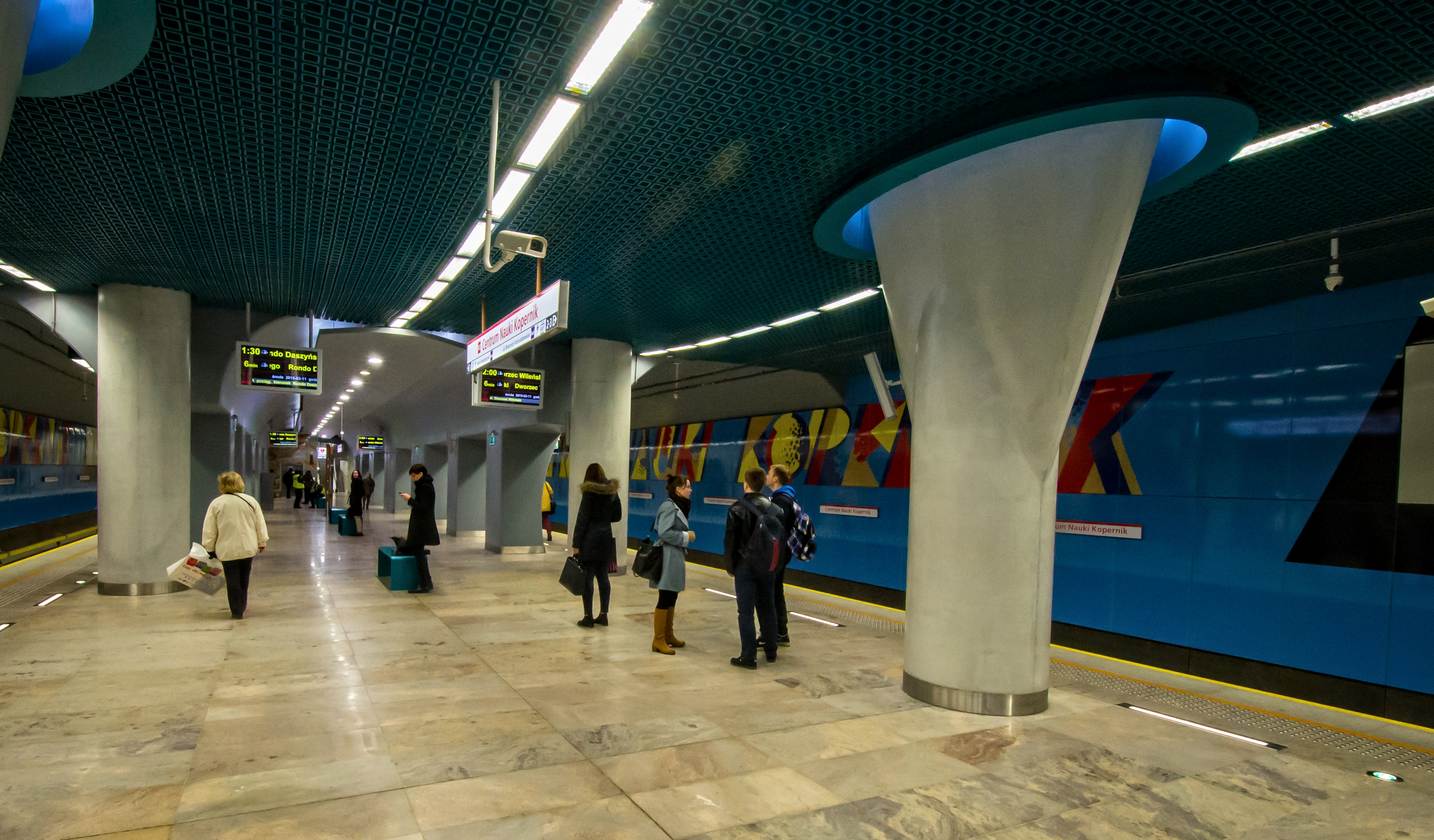
Типові колони
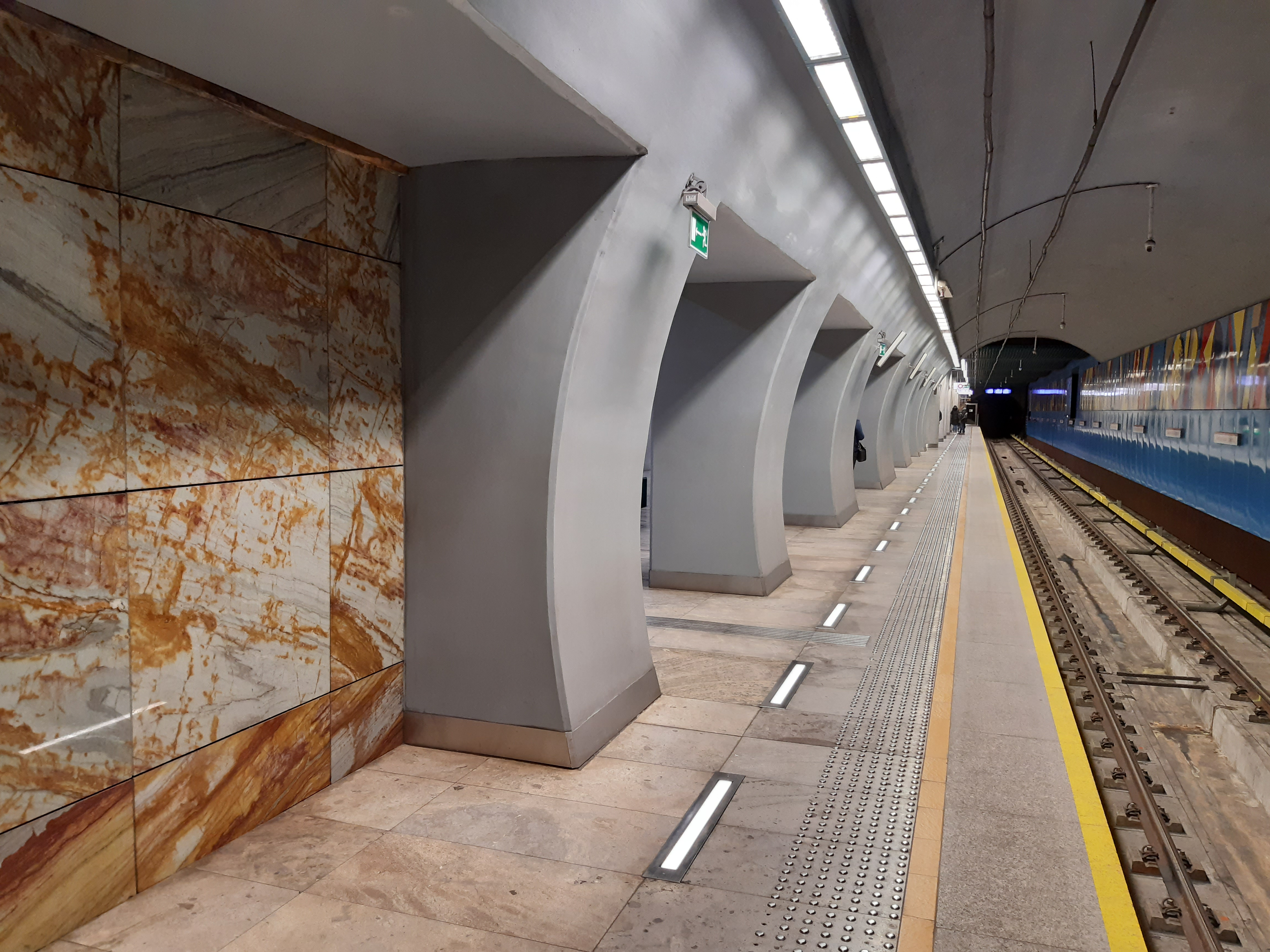
Посадкова платформа

## Ресурси Інтернету
- Schemat rozmieszczenia przystanków komunikacji miejskiej przy stacji [Архівовано 2 квітня 2015 у Wayback Machine.]
- Wnętrze stacji w portalu Google Maps